# مقاطعة وونغ تاي سين

موقع مقاطعة وونغ تاي سين في هونغ كونغ.

مقاطعة وونغ تاي سين (بالصينية: 黃大仙區) هي واحدة من 18 منطقة إدارية في هونغ كونغ، وتعتبر المقاطعة الوحيدة غير الساحلية. تقع في كولون، ويبلغ عدد سكانها 444٬630 (إحصاءات عام 2001). تعتبر المقاطعة هي المقاطعة الأقل تعليما من السكان مع أقلهم دخلا، وأكثر السكان المعمرين وثاني أعلى كثافة سكانية.
أكثر من 85 ٪ من سكان المنطقة يعيشون في مساكن تتبع القطاع العام.
تستمد المقاطعة اسمها من اسم معبد ونغ تاي سين، المكرس للونغ تاي سين والذي يقع هناك.
الحي هو أيضا في موقع دير تشي لين، الذي بني في عهد أسرة تانغ وهو من المعالم السياحية الشهيرة.

## وصلات خارجية
- مجلس مقاطعة ونغ تاي سين